# 10753 ван де Велде
10753 ван де Велде (10753 van de Velde) — астероїд головного поясу, відкритий 28 листопада 1989 року.
Тіссеранів параметр щодо Юпітера — 3,354.
Названо на честь бельгійського архітектора і художника Генрі Клеманса ван де Велде (1863 — 1957).